# Diecezja Santo Domingo
Diecezja Santo Domingo (łac. Dioecesis Sancti Dominici in Aequatoria) – rzymskokatolicka diecezja w Ekwadorze należąca do metropolii Portoviejo. Została erygowana 8 sierpnia 1996 roku jako diecezja Santo Domingo de los Colorados w miejscu istniejącej od 1987 roku prałatury terytorialnej. W 2008 roku nazwa diecezji została zmieniona na Santo Domingo.

## Ordynariusze
- Emil Stehle 1987 − 2002
- Wilson Moncayo 2002 – 2012
  - Julio César Terán Dutari S.J.  2012 – 2015 administrator apostolski
- Bertram Wick od 2015

## Bibliografia

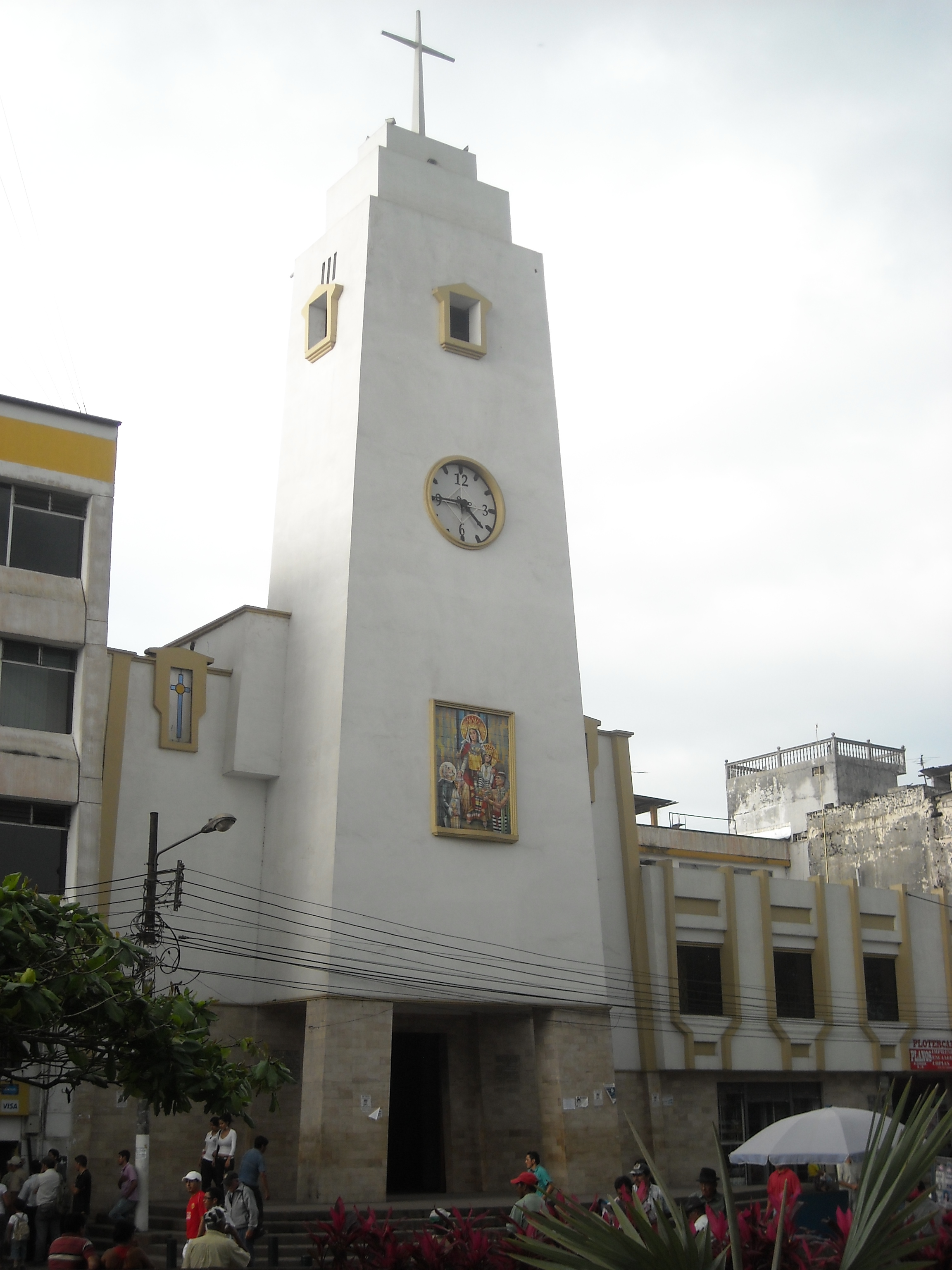
Katedra Wniebowstąpienia w Santo Domingo